# Bonfiglio di Foligno
Bonfiglio o Bonfilio (in latino Bonfilius; Osimo, 1040 circa – Cingoli, 27 settembre 1115) è stato un vescovo cattolico e abate italiano, venerato come santo dalla Chiesa cattolica.

## Biografia
Nacque a Osimo e divenne un monaco benedettino nell'abbazia di Santa Maria di Storaco, presso Filottrano, della quale in seguito fu nominato abate. 
Nel 1078, fu eletto vescovo di Foligno; andò in pellegrinaggio in Terra santa nel 1096 ed è stato lì dieci anni. Al suo ritorno, si ritirò nell'abbazia di Storaco dove rimase fino alla sua morte.

## Culto
Nel Martirologio Romano si legge il suo elogio alla data del 27 settembre:
(Martirologio Romano)